# Severobulgarska 1945
La Severobulgarska 1945 fu la 21ª edizione della massima serie del campionato di calcio bulgaro concluso con la vittoria del Lokomotiv Sofia, al suo secondo titolo. Il campionato tornò a ridursi al territorio legale dello Stato bulgaro dopo l'annullamento sovietico delle conquiste belliche.

## Formula
Vennero soppressi i comitati regionali tuttavia fu mantenuto il sistema in vigore negli anni precedenti che prevedeva una prima fase a livello territoriale e una seconda fase con un tabellone ad eliminazione diretta tra le vincitrici.
I 19 raggruppamenti qualificarono 24 squadre che disputarono la fase finale con partite di sola andata ad eccezione della finale giocata con andata e ritorno.

## Fase finale

### Primo turno
L'incontro tra Borislav Borisovgrad e ZhSK Stara Zagora terminò 3-3 dopo i tempi supplementari e venne rigiocato
| Squadra 1                | Risultato | Squadra 2                 |
| ------------------------ | --------- | ------------------------- |
| Botev Byala Slatina      | 2 - 3 dts | ZhSK-Botev Pleven         |
| Orlovets Gabrovo         | 1 - 0     | Hadzhi Slavchev Pavlikeni |
| Borislav Borisovgrad     | 1 - 0     | ZhSK Stara Zagora         |
| Botev Mihaylovgrad       | 0 - 1     | Benkovski Vidin           |
| Botev Gorna Dzhumaya     | 3 - 1     | Lokomotiv Pernik          |
| Levski-Dorostol Silistra | 0 - 2     | Angel Kanchev-Levski Ruse |
| Nikolay Laskov Yambol    | 2 - 1     | Slavia Burgas             |
| Levski Sofia             | 4 - 0     | ZhSK-Levski Plovdiv       |

### Ottavi di finale
| Squadra 1                 | Risultato | Squadra 2       |
| ------------------------- | --------- | --------------- |
| Benkovski Vidin           | 1 - 2     | Sportist Sofia  |
| Angel Kanchev-Levski Ruse | 1 - 2     | Spartak Varna   |
| Stamo Kostov Popovo       | 1 - 2     | TV 45 Varna     |
| ZhSK-Botev Pleven         | 1 - 4     | Lokomotiv Sofia |
| Orlovets Gabrovo          | 2 - 0     | Vihar Dobrich   |
| Nikolay Laskov Yambol     | 0 - 3     | Botev Plovdiv   |
| Borislav Borisovgrad      | 1 - 3     | SP 45 Plovdiv   |
| Botev Gorna Dzhumaya      | 1 - 2     | Levski Sofia    |

### Quarti di finale
| Squadra 1         | Risultato | Squadra 2           |
| ----------------- | --------- | ------------------- |
| PFC Botev Plovdiv | 0 - 2     | PFC Lokomotiv Sofia |
| PFC Spartak Varna | 3 - 0     | Orlovets Gabrovo    |
| SP 45 Plovdiv     | 4 - 1 dts | TV 45 Varna         |
| Sportist Sofia    | 2 - 1     | PFC Levski Sofia    |

### Semifinali
| Squadra 1      | Risultato | Squadra 2           |
| -------------- | --------- | ------------------- |
| Sportist Sofia | 3 - 2     | PFC Spartak Varna   |
| SP 45 Plovdiv  | 0 - 1 dts | PFC Lokomotiv Sofia |

### Finale
La partita di andata venne disputata il 30 settembre e quella di ritorno il 7 ottobre 1945. Entrambe le gare vennero giocate a Sofia.
| Sofia 30 settembre 1945 | PFC Lokomotiv Sofia | 3 – 1 | Sportist Sofia |  |

| Sofia 7 ottobre 1945 | Sportist Sofia | 1 – 1 | PFC Lokomotiv Sofia |  |

## Verdetti
- PFC Lokomotiv Sofia Campione di Bulgaria 1945